# Dynamit (film)
Dynamit är en svensk dramafilm från 1947 i regi av Åke Ohberg, efter en roman med samma namn från 1938.

## Handling
Filmen handlar om unge Allan Axelson som hamnat totalt fel i tillvaron och livnär sig på småkriminalitet och kryddar sin tillvaro med att skrämma folk med dynamit som han stulit. Läraren Sixten tror att det trots allt finns en chans för Allan att bättra sig.

## Om filmen
Filmen censurerades kraftigt innan premiären. Många scener där huvudpersonen handskas med dynamit togs bort främst för att en attentatsman som använde dynamit, "Lördagssabotören", härjade på riktigt.

## Rollista
- Bengt Ekerot - Allan Axelson
- Åke Ohberg - Sixten
- Birgit Tengroth - Gudrun
- Marianne Löfgren - fru Axelson
- Carl Ström - Skomakare Axelson
- Nils Hallberg - Oskar Axelson
- Erik Berglund - stadsfiskal
- Märta Arbin - stadsfiskalens fru
- Ingemar Pallin - Nils, stadsfiskalens son
- Hilda Borgström - fru Plym
- Gull Natorp - prostinan
- Carin Swensson - jungfrun
- Harry Ahlin - Bodin
- Sif Ruud - fru Bodin
- Olav Riégo - översten
- Maja Cassel - överstinnan
- Gustaf Hedberg - Svärd
- Gösta Ericsson - Carlsson
- Artur Cederborgh - förman
- Magnus Kesster - kverulant